# 川勝空人
川勝 空人（かわかつ そらと、2007年2月11日 - ）は、大阪府羽曳野市出身のプロ野球選手（投手・育成選手）。右投右打。北海道日本ハムファイターズ所属。

## 経歴

### プロ入り前
羽曳野市立丹比小学校で5年生の時に島泉ファイブボーイズで野球を始める。羽曳野市立河原城中学校在学時は硬式野球のクラブチームである藤井寺ボーイズでプレーした。
生光学園高等学校に進学し、2年春からエースを務めた。同年夏の徳島大会では最速153km/hを計測し、ベスト4に進出した。3年春に右肘を痛め、同年夏の徳島大会初戦では肘が完治していない中で6回から救援登板したが、9回裏に2死から内野安打のあとストライクが入らず12球連続ボールで押し出し四球を与えサヨナラ負けを喫した。3年間で甲子園大会出場はなし。
2024年10月24日に開催されたドラフト会議にて、北海道日本ハムファイターズから育成1位指名を受け、支度金300万円、年俸260万円で契約を結んだ（金額は推定）。背番号は121。

## 詳細情報

### 背番号
- 121（2025年[7] - ）